# Боммер, Рудольф
Рудо́льф Бо́ммер (нем. Rudolf Bommer; 19 августа 1957, Ашаффенбург, Бавария) — немецкий футболист и футбольный тренер. Выступал на позиции полузащитника.

## Карьера
Боммер за 21 год сыграл 417 игр в Бундеслиге за дюссельдорфскую «Фортуну», «Юрдинген 05» и франкфуртский «Айнтрахт».
Боммер играл за сборную Германии на чемпионате Европы 1984 года во Франции.
В качестве тренера Рудольф Боммер тренировал такие команды как «Айнтрахт» из Франкфурта-на-Майне, «Мангейм», родную «Викторию» из Ашаффенбурга, «Мюнхен 1860», «Саарбрюккен», «Дуйсбург» и «Ваккер» из Бургхаузена.